# Amblyomma
Amblyomma is een geslacht van teken die endemisch zijn op Nieuw-Zeeland.